# Gian Marco Berti
Gian Marco Berti (San Marino, 11 de noviembre de 1982) es un deportista sanmarinense que compite en tiro, en la modalidad de tiro al plato.
Participó en los Juegos Olímpicos de Tokio 2020, obteniendo una medalla de plata en la prueba de foso mixto (junto con Alessandra Perilli). Ganó una medalla de bronce en el Campeonato Europeo de Tiro al Plato de 2024, en la misma prueba.

## Palmarés internacional
| Juegos Olímpicos   | Juegos Olímpicos | Juegos Olímpicos  | Juegos Olímpicos |
| Año                | Lugar            | Medalla           | Prueba           |
| ------------------ | ---------------- | ----------------- | ---------------- |
| 2020               | Tokio (Japón)    | Medalla de plata  | Foso mixto       |
| Campeonato Europeo |                  |                   |                  |
| Año                | Lugar            | Medalla           | Prueba           |
| 2024               | Lonato (Italia)  | Medalla de bronce | Foso mixto       |